# Dervio
Dervio is een gemeente in de Italiaanse provincie Lecco (regio Lombardije) en telt 2743 inwoners (31-12-2004). De oppervlakte bedraagt 11,7 km², de bevolkingsdichtheid is 249 inwoners per km².
De volgende frazioni maken deel uit van de gemeente: Corenno Plinio.

## Demografie
Dervio telt ongeveer 1225 huishoudens. Het aantal inwoners daalde in de periode 1991-2001 met 1,4% volgens cijfers uit de tienjaarlijkse volkstellingen van ISTAT.
| Jaar | Inwoneraantal |
| ---- | ------------- |
| 1991 | 2782          |
| 2001 | 2742          |

## Geografie
De gemeente ligt op ongeveer 220 m boven zeeniveau.
Dervio grenst aan de volgende gemeenten: Bellano, Cremia (CO), Dorio, Introzzo, Pianello del Lario (CO), Sueglio, Tremenico, Vendrogno, Vestreno.